# 上海环城绿带
上海环城绿带又稱上海市环城绿带，是位於中國上海市上海外環線內外側的城市綠地，总长98公里，宽500米（林帶100米，綠帶400米），总面积72.41平方公里，其中黄浦江以东40平方公里。北起浦东三岔港，往南经高桥镇到周浦镇，經三林鎮过黄浦江到莘庄，经虹桥机场再到吴淞，然后再到浦东。闵行体育公园、闵行文化公园、顾村公园、上海滨江森林公园、高东公园、月亭公园等均為上海环城绿带的一部分。

## 歷史
1993年6月，上海市市长黄菊提出要在上海外环线的外侧建成一条宽度至少500米以及环绕整个上海市区的绿化带。
1995年，上海环城绿带在普陀区桃浦乡開工。
环城绿带的建设分三个阶段：第一阶段从1995年到2000年，即虹桥国际机场到浦东国际机场段的环城绿带建成；第二阶段从2001年到2005年，环城绿带其餘地區全部開工；第三阶段从2006年到2010年以前，整条环城绿带全部建成。